# Казахстан на летних Олимпийских играх 1996
Казахстан принимал участие в Летних Олимпийских играх 1996 года в Атланте (США) в первый раз за свою историю, и завоевал три золотые, четыре серебряные и четыре бронзовые медали. Сборная страны состояла из 96 спортсменов (72 мужчины, 24 женщины).

## Медалисты
| Медаль  | Спортсмен         | Вид спорта            | Дисциплина                             |
| ------- | ----------------- | --------------------- | -------------------------------------- |
| Золото  | Василий Жиров     | Бокс                  | Мужчины, до 81 кг                      |
| Золото  | Александр Парыгин | Современное пятиборье | Мужчины, личное первенство             |
| Золото  | Юрий Мельниченко  | Греко-римская борьба  | Мужчины, до 57 кг                      |
| Серебро | Булат Жумадилов   | Бокс                  | Мужчины, до 51 кг                      |
| Серебро | Сергей Беляев     | Стрельба              | Мужчины, винтовка с 3 позиций, 50 м    |
| Серебро | Сергей Беляев     | Стрельба              | Мужчины, винтовка лёжа, 50 м           |
| Серебро | Анатолий Храпатый | Тяжёлая атлетика      | Мужчины, до 99 кг                      |
| Бронза  | Болат Ниязымбетов | Бокс                  | Мужчины, до 63,5 кг                    |
| Бронза  | Ермахан Ибрагимов | Бокс                  | Мужчины, до 71 кг                      |
| Бронза  | Владимир Вохмянин | Стрельба              | Мужчины, скорострельный пистолет, 25 м |
| Бронза  | Маулен Мамыров    | Вольная борьба        | Мужчины, до 52 кг                      |

## Результаты соревнований

### Бокс
| Соревнование      | Спортсмены                         | 1-й раунд                        | 2-й раунд                         | Четвертьфинал                    | Полуфинал                 | Финал                       | Место |
| Соревнование      | Спортсмены                         | Соперник Результат               | Соперник Результат                | Соперник Результат               | Соперник Результат        | Соперник Результат          | Место |
| ----------------- | ---------------------------------- | -------------------------------- | --------------------------------- | -------------------------------- | ------------------------- | --------------------------- | ----- |
| до 51 кг          | Булат Жумадилов                    | ISRВладислав Нейман поб. 18-7    | UKRСергей Ковганко поб. 21-4      | IRLДамаен Келли поб. 13-6        | GERЗолтан Лунка поб. 12-6 | CUBМаикро Ромеро пор. 11-12 | 2     |
| до 54 кг          |                                    |                                  |                                   |                                  |                           |                             |       |
| Бектас Абубакиров | FRAРашид Боуаита пор. 4-10         | Завершил выступление             | Завершил выступление              | Завершил выступление             | Завершил выступление      |                             |       |
| до 57 кг          |                                    |                                  |                                   |                                  |                           |                             |       |
| Бахтияр Толегенов | USAФлойд Мэйуэзэр пор. RSC-2       | Завершил выступление             | Завершил выступление              | Завершил выступление             | Завершил выступление      |                             |       |
| до 63,5 кг        |                                    |                                  |                                   |                                  |                           |                             |       |
| Болат Ниязымбетов | MEXКарлос Мартинес поб. 25-3       | ZAMДэвис Мвале поб. 11-3         | IRIБабак Могими поб. 13-8         | CUBЭктор Винент пор. 6-23        | Завершил выступление      | 3                           |       |
| до 67 кг          |                                    |                                  |                                   |                                  |                           |                             |       |
| Нуржан Сманов     | AUSЛинден Хоскин поб. RSC-2        | PAKАбдул Рашид Балох поб. 13-9   | CUBХуан Эрнандес Сьерра пор. 8-16 | Завершил выступление             | Завершил выступление      |                             |       |
| до 71 кг          |                                    |                                  |                                   |                                  |                           |                             |       |
| Ермахан Ибраимов  | CANНик Фаррелл поб. 13-9           | INAХендрик Мангунсонг поб. RSC-1 | GERМаркус Байер поб. 19-9         | CUBАльфредо Дуверхель пор. 19-28 | Завершил выступление      | 3                           |       |
| до 81 кг          |                                    |                                  |                                   |                                  |                           |                             |       |
| Василий Жиров     | MEXХулио Сесар Гонсалес поб. RSC-2 | ITAПьетро Аурино поб. 18-13      | CANТрой Росс поб. 14-8            | USAАнтонио Тарвер поб. 15-9      | KORЛи Сын Бэ поб. 17-4    | 1                           |       |
| свыше 91 кг       |                                    |                                  |                                   |                                  |                           |                             |       |
| Михаил Юрченко    |                                    | RUSАлексей Лезин пор. RSC-1      | Завершил выступление              | Завершил выступление             | Завершил выступление      |                             |       |

### Водные виды спорта

#### Прыжки в воду
По итогам предварительных 6 прыжков в полуфинал проходило 18 спортсменов. Далее прыгуны выполняли по 5 прыжков из обязательной программы, результаты которых суммировались с результатами предварительных прыжков. По общей сумме баллов определялись финалисты соревнований. Финальный раунд, состоящий из 6 прыжков, спортсмены начинали с результатом, полученным в полуфинале.
Женщины
| Соревнование      | Спортсмены     | Предварительный раунд | Предварительный раунд | Полуфинал | Полуфинал | Сумма     | Сумма | Финал                 | Финал                 | Итог                  | Итог                  |
| Соревнование      | Спортсмены     | Результат             | Место                 | Результат | Место     | Результат | Место | Результат             | Место                 | Результат             | Место                 |
| ----------------- | -------------- | --------------------- | --------------------- | --------- | --------- | --------- | ----- | --------------------- | --------------------- | --------------------- | --------------------- |
| трамплин, 3 метра | Ирина Выгузова | 276.45                | 7 Q                   | 202,86    | 13        | 479,31    | 10 Q  | 273,06                | 8                     | 475,92                | 10                    |
| трамплин, 3 метра | Елена Иванова  | 235,50                | 18 Q                  | 187,20    | 18        | 422,70    | 18    | Завершила выступление | Завершила выступление | Завершила выступление | Завершила выступление |